# بلايند فيلي جونسون
بلايند ويلي جونسون (بالإنجليزية: Blind Willie Johnson) هو داعية ومغني وموسيقي وعازف قيثارة أمريكي، ولد في 22 يناير 1897 في برينهام في الولايات المتحدة، توفية في 18 سبتمبر 1945 في بومونت في الولايات المتحدة.

## وصلات خارجية
- بلايند فيلي جونسون على موقع IMDb (الإنجليزية)
- بلايند فيلي جونسون على موقع الموسوعة البريطانية (الإنجليزية)
- بلايند فيلي جونسون على موقع ميوزك برينز (الإنجليزية)
- بلايند فيلي جونسون على موقع أول ميوزيك (الإنجليزية)
- بلايند فيلي جونسون على موقع ديسكوغز (الإنجليزية)